# Melanie Roche
Melanie Jane Roche (Bankstown, 9 novembre 1970) è una giocatrice di softball australiana, vincitrice di 4 medaglie olimpiche con la Nazionale australiana femminile di softball tra il 1996 e il 2008.

## Palmarès
- Giochi olimpici

 Atlanta 1996: bronzo.
 Sydney 2000: bronzo.
 Atene 2004: argento.
 Pechino 2008: bronzo.